# Юма (округ, Аризона)
Ю́ма (англ. Yuma County) — округ в штате Аризона, США.

## Описание
Округ расположен в юго-западной части штата, с севера и востока граничит с другими округами Аризоны, с запада — с Калифорнией, с юга — с Мексикой. Назван, как и большинство округов Аризоны, в честь представителей коренных американцев — племени юма (ныне известны как квечаны). Столица и крупнейший город — Юма; открытые водные пространства занимают 13 км² (0,09 % от общей площади), вся площадь округа составляет 14 294 км². На территории округа находится больше десятка заброшенных поселений.
Округ является первым в штате и третьим в стране по поставкам листовых овощей (салаты), в частности, в связи с тем, что в округе более 350 солнечных дней в году. Под овощные плантации выделено более 930 км², все они снабжаются водой через ирригационные системы из реки Колорадо, поля размечены с помощью лазеров и GPS-навигации. Также выращиваются лимоны, танжело, мандарины, дыни, арбузы. Более 160 км² занимают пшеничные поля.

## История
Округ, один из четырёх «первоначальных» (то есть образованных согласно Первому Аризонскому территориальному законодательству), был создан 9 ноября 1864 года после Покупки Гадсдена. Первоначально он состоял из земель Аризоны, лежащих западнее 113° 20' западной долготы и южнее реки Билл Уильямс (англ. Bill Williams River). В этих границах он просуществовал до 1 января 1983 года, когда от Юмы была отделена северная часть, ставшая округом Ла-Пас.
C 1952 года в округе проводится ежегодная развлекательная ярмарка.

## Транспорт
Через округ проходят следующие крупные автодороги:
- автомагистраль I-8
- трасса Arizona State Route 95

## Демография
Расовый состав:
- Белые — 68,3 %
- Афроамериканцы — 2,2 %
- Азиаты — 0,9 %
- Коренные американцы — 1,6 %
- Гавайцы или уроженцы Океании — 0,1 %
- Две и более расы — 3,2 %
- Прочие — 23,6 %
- Латиноамериканцы (любой расы) — 50,5 %

43,7 % жителей округа Юма в качестве домашнего языка общения используют испанский.

## Достопримечательности
- Солнечная электростанция Agua Caliente[10]

Заказники:
- Cabeza Prieta National Wildlife Refuge (частично)
- Imperial National Wildlife Refuge (частично)
- Kofa National Wildlife Refuge (частично)